# Municipio de Otáez
El municipio de Otáez es uno de los 39 municipios que conforman el estado mexicano de Durango, se ubica en la zona centro-oeste del territorio y su cabecera es el pueblo de Otáez. Se encuentra aproximadamente a 328 km al noroeste de Durango. Según el II Conteo de Población y Vivienda de 2005, el municipio tiene 4,543 habitantes. Su extensión territorial es de 906.5 km² y la población se dedica principalmente al sector primario. La mayor parte del municipio se encuentra dentro de la región conocida como las quebradas, debido a sus montañas altas y depresiones profundas

## Toponimia
Su nombre procede de la degeneración de la palabra Otates, la cual, es el nombre de una planta de la región.

## Historia
Antes de la llegada de los españoles, esta región estaba habitada por indios xiximes. Hacia el año 1531 esta región fue descubierto por Francisco de Ibarra, quien visitó la zona en su segunda expedición. La evangelización estuvo a cargo de Pedro Gravina y Hernando de Santarén, quienes a principios del siglo XVII establecieron una misión y fundaron el pueblo con el nombre de Santa María de Otáez en 1612.
En los siglos XVIII y XIX fue un centro minero importante, se establecieron compañías inglesas y para el siglo XX ya existían compañías estadounidenses trabajando en las minas. En 1917 se separaron Otáez, Guanaceví y Tepehuanes, para constituir municipios independientes.

## Geografía

### Ubicación
Otáez se encuentra situado en el centro-oeste del estado, entre las coordenadas 24º42' de latitud norte y 106º00' de longitud oeste; a una altitud de 1,720 metros sobre el nivel del mar.
El municipio colinda al norte y al este con el municipio de Santiago Papasquiaro; al sur con el municipio de San Dimas y al oeste con el municipio de Tamazula.

### Orografía e hidrografía
Predomina el relieve montañoso, su territorio se extiende desde las cumbres de la Sierra Madre Occidental, hasta el río de Presidios. La mayor parte del municipio se encuentra dentro de la región conocida como las quebradas, debido a sus montañas altas y depresiones profundas.
El municipio pertenece a la región hidrológica Sinaloa.
El río más importante es el Presidios y los arroyos más importantes son: Los Remedios, Las Quebradas y Las Vueltas.

### Clima
Generalmente el clima es templado subhúmedo. La temperatura media anual es de 16°C, con máxima de 35 °C y mínima de 13 °C. Contando con una precipitación media anual de 900 milímetros. Las lluvias re registran entre los meses de junio y octubre.

## Demografía

### Localidades
En el censo de 2020 el municipio de Otáez contaba con 67 localidades.
| Código INEGI      | Localidad         | Población (2020) |
| ----------------- | ----------------- | ---------------- |
| 100190001         | Otáez             | 900              |
| Otras localidades | Otras localidades | 4 024            |
| Total municipal   | Total municipal   | 4 924            |

## Fiestas
Fiestas religiosas
- Día de la Santa Cruz: 3 de mayo.
- Fiesta en honor a la Virgen de Guadalupe: Del 11 al 12 de diciembre.
- Fiesta en honor a San José de Bacís: 19 de marzo.
- Fiesta en honor a San Pedro en San Pedro de Azafranes: 29 de junio

Fiestas civiles
- Aniversario de la Independencia de México: 16 de septiembre.

## Política
Su forma de gobierno es democrática y depende del gobierno estatal y federal. El gobierno del municipio es ejercido por el Ayuntamiento, este está conformado por el presidente municipal, el Síndico y el cabildo, integrado a su vez por siete regidores, de los cuales cuatro son electos por mayoría relativa y tres por representación proporcional. El Ayuntamiento es electo mediante planilla para un periodo de tres años, y no es renovable para el periodo inmediato, pero si de manera no continua, entra a ejercer su periodo el día 1 de septiembre del año de la elección.
El municipio cuenta con 88 localidades, las cuales dependen directamente del municipio, siendo las más importantes: Santa María de Otáez (cabecera municipal), Sierra Santa, San Pedro de Azafranes, Piélagos, Los Cardos, Las Haciendita, Banome y Basís.

### Personajes ilustres
- Francisco Miguel Camacho, fray y fundador de la parroquia.
- Mario Muñoz, fray y benefactor.

## Sitios de interés
- Capilla de San Juan de Bacís
- Capilla de San Pedro de Azafranes